# Lista de aglomerados Abell
O catálogo de Abell é uma listagem exaustiva de aproximadamente 4 mil aglomerados de galáxias, com pelo menos 30 membros com desvio para o vermelho (z) igual a 0,2. Foi originalmente compilado por George Abell em 1958, usando dados do POSS, e estendido para abranger o hemisfério sul por Abell, Corwin e Olowin, em 1987.
- Abell 400
- Abell 426
- Abell 569
- Abell 754
- Abell 1060
- Abell 1367
- Abell 1631
- Abell 1656
- Abell 1689
- Abell 1795
- Abell 1835
- Abell 2029
- Abell 2065
- Abell 2142
- Abell 2151
- Abell 2218
- Abell 2256
- Abell 2667
- Abell 2920
- Abell 3128
- Abell 3158
- Abell 3526
- Abell 3558
- Abell 3565
- Abell 3574
- Abell 3581
- Abell 3627